# Мактаза (Південна Дакота)
Мактаза (лакота Maktáža) — місто (англ. city) в США, в окрузі Корсон штату Південна Дакота. Населення — 111 особа (2020).

## Географія
Макінтош розташований за координатами 45°55′16″ пн. ш. 101°20′55″ зх. д. / 45.92111° пн. ш. 101.34861° зх. д. (45.921044, -101.348558).  За даними Бюро перепису населення США в 2010 році місто мало площу 1,99 км², з яких 1,89 км² — суходіл та 0,10 км² — водойми.

### Клімат
| Клімат : Макінтош                                          | Клімат : Макінтош | Клімат : Макінтош | Клімат : Макінтош | Клімат : Макінтош | Клімат : Макінтош | Клімат : Макінтош | Клімат : Макінтош | Клімат : Макінтош | Клімат : Макінтош | Клімат : Макінтош | Клімат : Макінтош | Клімат : Макінтош | Клімат : Макінтош |
| Показник                                                   | Січ.              | Лют.              | Бер.              | Квіт.             | Трав.             | Черв.             | Лип.              | Серп.             | Вер.              | Жовт.             | Лист.             | Груд.             | Рік               |
| Абсолютний максимум, °C                                    | 20,0              | 21,7              | 28,3              | 35,6              | 37,8              | 43,9              | 45,6              | 43,3              | 40,0              | 34,4              | 26,7              | 20,6              | 45,6              |
| Середній максимум, °C                                      | −4,3              | −1,8              | 4,6               | 13,6              | 20,3              | 25,6              | 30,2              | 29,5              | 23,1              | 15,7              | 5,1               | −2                | 13,4              |
| Середній мінімум, °C                                       | −16,3             | −13,7             | −7,6              | −0,4              | 5,7               | 11,3              | 14,4              | 13,2              | 7,4               | 1,2               | −6,8              | −13,4             | −0,4              |
| Абсолютний мінімум, °C                                     | −42,2             | −50               | −36,1             | −21,1             | −10               | −5                | 0,0               | −2,2              | −12,2             | −22,2             | −28,3             | −40               | −50               |
| Норма опадів, мм                                           | 10                | 10                | 20                | 39                | 63                | 89                | 55                | 47                | 36                | 28                | 11                | 10                | 418               |
| ---------------------------------------------------------- | ----------------- | ----------------- | ----------------- | ----------------- | ----------------- | ----------------- | ----------------- | ----------------- | ----------------- | ----------------- | ----------------- | ----------------- | ----------------- |
| Джерело: http://www.wrcc.dri.edu/cgi-bin/cliMAIN.pl?sd5381 |                   |                   |                   |                   |                   |                   |                   |                   |                   |                   |                   |                   |                   |

## Демографія
Згідно з переписом 2010 року, у місті мешкали 173 особи в 84 домогосподарствах у складі 49 родин. Густота населення становила 87 осіб/км².  Було 111 помешкання (56/км²).
Расовий склад населення:
| - 76,3 % — білих - 19,1 % — корінних американців - 0,6 % — азіатів |

До двох чи більше рас належало 3,5 %. Частка іспаномовних становила 2,3 % від усіх жителів.
За віковим діапазоном населення розподілялося таким чином: 22,5 % — особи молодші 18 років, 49,8 % — особи у віці 18—64 років, 27,7 % — особи у віці 65 років та старші. Медіана віку мешканця становила 50,8 року. На 100 осіб жіночої статі у місті припадало 98,9 чоловіків;  на 100 жінок у віці від 18 років та старших — 94,2 чоловіків також старших 18 років.
Середній дохід на одне домашнє господарство  становив 45 486 доларів США (медіана — 41 250), а середній дохід на одну сім'ю — 52 758 доларів (медіана — 46 625). Медіана доходів становила 30 833 долари для чоловіків та 31 667 доларів для жінок. За межею бідності перебувало 15,6 % осіб, у тому числі 17,5 % дітей у віці до 18 років та 18,4 % осіб у віці 65 років та старших.
Цивільне працевлаштоване населення становило 89 осіб. Основні галузі зайнятості: освіта, охорона здоров'я та соціальна допомога — 36,0 %, будівництво — 15,7 %, сільське господарство, лісництво, риболовля — 14,6 %.